# Thế hệ im lặng
Thế hệ im lặng hay Silent generation là thế hệ những người được sinh ra vào khoảng thời gian từ những năm 1928 đến 1945. Thế hệ im lặng còn có tên gọi khác là Thế hệ truyền thống nhất (Traditionalist generation) hoặc "Radio Babies".
Thuật ngữ "silent generation" chủ yếu dành cho người Mỹ. Tuy nhiên, hậu quả của chiến tranh và suy thoái kinh tế hình thành nên tính cách chung của những người sinh ra vào thời điểm đó trên toàn thế giới.
Đây cũng là thế hệ phải chịu nhiều thiệt thòi và khó khăn do được sinh ra và trưởng thành trong thời kỳ bắt đầu của cuộc Đại suy thoái và sau khi chiến tranh thế giới thứ hai chấm dứt.
Nhìn vào các thế hệ qua dòng thời gian, thế hệ im lặng ra đời sau thế hệ vĩ đại nhất (greatest generation) và trước thế hệ Baby Boomers. Cùng thế hệ vĩ đại nhất, thế hệ im lặng sinh ra Baby Boomers. Quy mô của thế hệ này cũng nhỏ hơn so với các thế hệ khác do tỷ lệ sinh thấp. Nguyên nhân được cho là do điều kiện khó khăn, người ta không đủ chắc chắn để lập gia đình và nuôi dạy con cái.
Thuật ngữ "Silent Generation" lần đầu tiên xuất hiện trên thời báo Time vào năm 1951. Viết về silent generation, tạp chí đã khẳng định rằng sự thật đáng chú ý nhất của thế hệ này chính là "sự im lặng" của họ.
Nguyên văn lời nhận xét trong Time về thế hệ im lặng: "By comparison with the Flaming Youth of their fathers and mothers, today's younger generation, is a till, small flame." (tạm dịch: So sánh với Tuổi Trẻ Rực Lửa của cha mẹ họ, thế hệ trẻ ngày nay vẫn chỉ là một ngọn lửa nhỏ.
Bối cảnh xã hội và cuộc sống khó khăn đã hình thành nên "sự im lặng" trong tính cách, ứng xử, và lối sống của thế hệ này. 

## Đặc điểm
Thế hệ im lặng được sinh ra và lớn lên trong điều kiện khó khăn nhất. Họ phải chịu ảnh hưởng nghiêm trọng từ bất ổn kinh tế và chính trị như cuộc Đại suy thoái, hay thậm chí là thiên tai (Dust Bowl – Cơn Bão Đen). 
Nỗi thống khổ chồng chất khiến nhiều người thuộc silent generation dần dần trở nên thận trọng, dè chừng hơn đối với xã hội sau khủng hoảng. Họ cũng tận tâm hơn trong bất cứ việc gì họ làm.
Sau đây là 4 đặc điểm tính cách nổi bật của thế hệ im lặng.

### Tiết kiệm
Chiến tranh và kinh tế bất ổn khiến nhiều ra đình thuộc thể hệ này rơi vào cảnh khốn khổ, túng thiếu. Cha mẹ thậm chí khó có thể đảm bảo cho con cái mình những bữa ăn đầy đủ. Sống trong tình cảnh như vậy, những đứa trẻ thuộc thể hệ im lặng nhận thức rằng chúng được dạy dỗ phải tiết kiệm.

### Đề cao sự tôn kính
Khác với greatest generation (G.I), thế hệ im lặng hiếm khi nói về việc thay đổi hệ thống. Thay vào đó họ bận tâm nhiều hơn về làm việc trong hệ thống. Có thể nói đây là thế hệ ngại thay đổi.
Tuy nhiên điều đó còn thể hiện được xu hướng tôn kính quyền lực của silent generation. Họ thường gắn bó với một công việc hoặc một tổ chức rất lâu, thậm chí cống hiến cả đời.

### Trung thành
Không chỉ đối với nghề nghiệp, thế hệ này còn vô cùng trung thành với đức tin tôn giáo, các mối quan hệ, và gia đình. Họ rất coi trọng sự ổn định. Chính vì vậy tính cách của những người thuộc thế hệ này cũng kiên định và đáng tin cậy.